# Pentanisia
Pentanisia là một chi thực vật có hoa trong họ Thiến thảo (Rubiaceae).

## Loài
Chi Pentanisia gồm các loài: